# Tetrarrhena
Tetrarrhena és un gènere de plantes de la família de les poàcies, ordre de les poals, subclasse de les commelínides, classe de les liliòpsides, divisió dels magnoliofitins.
Tetrarrhena distichophylla va ser descrita per Robert Brown i publicat a ''Prodromus Florae Novae Hollandiae 209. 1810.

## Taxonomia
Estan totes considerades sinònimes de les espècies del gènere Ehrharta
- Tetrarrhena acuminata
- Tetrarrhena distichophylla
- Tetrarrhena dregei
- Tetrarrhena drummondiana
- Tetrarrhena juncea
- Tetrarrhena laevis
- Tetrarrhena oreophila
- Tetrarrhena tenacissima
- Tetrarrhena turfosa